# Doctrina Patrum
La Doctrina Patrum est le nom par lequel on désigne un florilège grec de christologie, dont la partie ancienne (ch. 1-30) date de la seconde moitié du VIIe siècle. Il s'agirait moins d'une composition originale que d'une compilation à partir d'ouvrages similaires plus anciens, comme la Lettre 15 de saint Maxime ou le florilège perdu utilisé par Léonce de Byzance et Léonce de Jérusalem.

## Source
- F. Diekamp, Doctrina Patrum de incarnatione Verbi. Ein grichiesches Florilegium aus des Wende des siebenten und achten Jahrhunderts, Münster, 1907 (réimp. 1981)